# La Forêt des renards pendus
La Forêt des renards pendus (titre original en finnois : Hirtettyjen kettujen metsä) est un roman de l'écrivain finlandais Arto Paasilinna, publié en 1983. 
Sa traduction en français, signée Anne Colin du Terrail, est parue en 1994.

## Résumé
Rafalel Jutunen, gangster de son état, possède de l'or. Plusieurs lingots d'or. Mais, en bon gangster, il ne désire point les partager avec ses complices qui sortiront prochainement de prison ; solution : fuir dans les forêts de Laponie, tourner le dos à la civilisation, mais conserver les précieux lingots. Il sera vite rejoint par un militaire, ainsi que par une lapone âgée, ne supportant pas l'idée de se retrouver dans une maison de retraite...

## Adaptations

### Au cinéma
- 1986 : Hirtettyjen kettujen metsä, film finlandais réalisé par Jouko Suikkari, adaptation du roman éponyme

### En bande dessinée
- Nicolas Dumontheuil (scénario et dessins) et Arto Paasilinna (auteur adapté) (trad. du finnois par Anne Colin du Terrail), La Forêt des renards pendus [« Hirtettyjen kettujen metsä »], Paris, éd. Futuropolis, 25 août 2016, 139 p., 31 cm (ISBN 978-2-7548-1581-9, BNF 45146774)